# Sågsjön (Hedemora socken, Dalarna)
Sågsjön är en sjö i Hedemora kommun i Dalarna och ingår i Dalälvens huvudavrinningsområde. Sjön är 11,5 meter djup, har en yta på 0,111 kvadratkilometer och befinner sig 166,6 meter över havet. Sjön avvattnas av vattendraget Broån.

## Delavrinningsområde
Sågsjön ingår i det delavrinningsområde (668204-149953) som SMHI kallar för Inloppet i Vikmanshyttesjön. Medelhöjden är 210 meter över havet och ytan är 10,07 kvadratkilometer. Det finns inga avrinningsområden uppströms utan avrinningsområdet är högsta punkten. Broån som avvattnar avrinningsområdet har biflödesordning 2, vilket innebär att vattnet flödar genom totalt 2 vattendrag innan det når havet efter 162 kilometer. Avrinningsområdet består mestadels av skog (73 procent). Avrinningsområdet har 0,52 kvadratkilometer vattenytor vilket ger det en sjöprocent på 5,1 procent.